# Campionato mondiale giovanile di scherma 2010
Il Campionato mondiale juniores di scherma del 2010 ("2010 World Juniors Fencing Championships") è stato organizzato dalla Federazione internazionale della scherma e si è svolto a Baku in Azerbaigian dal 3 al 6 aprile.
Nel fioretto, si sono aggiudicati i titoli del campionato mondiale l'egiziano Alaaeldin Abouelkassem, che ha battuto in finale lo statunitense Gerek Meinhardt, e la russa Inna Gračëva che ha avuto la meglio sulla francese Anita Blaze.
Nella spada il russo Nikita Glazkov ha battuto in finale il francese Alexandre Bardenet, ottenendo il titolo mondiale juniores maschile, mentre tra le donne la svedese Johanna Bergdahl ha superato la francese Lauren Rembi.
Nella sciabola il magiaro Nikolász Iliász prevale sul tedesco Sebastian Schrödter, mentre l'ucraina Ol'ha Charlan ha battuto la magiara Anna Várhelyi.
Nel campionato mondiale juniores a squadre maschili, la nazionale statunitense ha prevalso nella finale del fioretto contro l'Italia, mentre la nazionale magiara ha vinto nella spada contro la formazione italiana, ed infine la nazionale tedesca ha avuto la meglio sulla compagine canadese nella sciabola.
Nel campionato mondiale juniores a squadre femminili, la nazionale russa ha prevalso nella finale del fioretto contro la Corea del Sud, l'Estonia ha vinto nella spada contro la compagine statunitense, ed infine la formazione ucraina ha avuto la meglio sulla nazionale polacca nella sciabola.

## Podi

### Uomini
| Specialità  | Oro                                                                        | Argento                                                                    | Bronzo                                                                 |
| Individuali |                                                                            |                                                                            |                                                                        |
| Fioretto    | Alaaeldin Abouelkassem                                                     | Gerek Meinhardt                                                            | Edoardo Luperi David Willette                                          |
| Spada       | Nikita Glazkov                                                             | Alexandre Bardenet                                                         | Michal Čupr Qi Sun                                                     |
| Sciabola    | Nikolász Iliász                                                            | Sebastian Schrödter                                                        | Stanislav Konopac'kyj Áron Szilágyi                                    |
| A squadre   |                                                                            |                                                                            |                                                                        |
| Fioretto    | Stati Uniti Alexander Massialas Gerek Meinhardt Zain Shaito David Willette | Italia Michele Di Francisca Daniele Garozzo Edoardo Luperi Francesco Trani | Francia Enzo Lefort Cedrik Serri Vincent Simon Jean-Paul Tony Helissey |
| Spada       | Ungheria Mátyás File Levente Tamás Györgyi Mark Hanczvikkel -              | Italia Gabriele Bino Lorenzo Bruttini Francesco Concilio Andrea Santarelli | Svizzera Peer Borsky Simon Gauthier Michele Niggeler Florian Staub     |
| Sciabola    | Germania Florian Lehnert Sebastian Schrödter Matyas Szabo Benedikt Wagner  | Canada Vincent Couturier Joseph Polossifakis Max Stearns -                 | Stati Uniti Eric Fass Daryl Homer Aleksander Ochocki Evan Prochniak    |

### Donne
| Specialità  | Oro                                                                      | Argento                                                                              | Bronzo                                                                          |
| Individuali |                                                                          |                                                                                      |                                                                                 |
| Fioretto    | Inna Gračëva                                                             | Anita Blaze                                                                          | Hanna Lyczbinska Alice Volpi                                                    |
| Spada       | Johanna Bergdahl                                                         | Lauren Rembi                                                                         | Clementine Fernandez Anqi Xu                                                    |
| Sciabola    | Ol'ha Charlan                                                            | Anna Varhelyi                                                                        | Azza Besbes Dina Galiakbarova                                                   |
| A squadre   |                                                                          |                                                                                      |                                                                                 |
| Fioretto    | Russia Irina Elesina Inna Gracheva Anastasia Ivanova Ekaterina Kazhikina | Corea del Sud Minjeong Kim Narae Lee Mihyun Park -                                   | Polonia Martyna Jelinska Hanna Lyczbinska Marta Lyczbinska Emilia Rygielska     |
| Spada       | Estonia Julia Beljajeva Nelli Differt Anu Hark Erika Kirpu               | Stati Uniti Neely Brandfield-Harvey Katharine Holmes Courtney Hurley Ashley Severson | Russia Tat'jana Andrjušina Tat'jana Gudkova Violetta Kolobova Evgenija Seregina |
| Sciabola    | Ucraina Ol'ha Charlan Alina Komaščuk Olena Kravac'ka Olena Voronina      | Polonia Katarzyna Kedziora Matylda Ostojska Magdalena Pasternak Marta Puda           | Italia Rossella Gregorio Paola Guarneri Caterina Navarria Lucrezia Sinigaglia   |

## Medagliere
| Pos.   | Nazione       | Oro | Argento | Bronzo | Totale |
| ------ | ------------- | --- | ------- | ------ | ------ |
| 1      | Russia        | 3   | 0       | 2      | 5      |
| 2      | Ungheria      | 2   | 1       | 1      | 4      |
| 3      | Ucraina       | 2   | 0       | 1      | 3      |
| 4      | Stati Uniti   | 1   | 2       | 2      | 5      |
| 5      | Germania      | 1   | 1       | 0      | 2      |
| 6      | Svezia        | 1   | 0       | 0      | 1      |
| 6      | Egitto        | 1   | 0       | 0      | 1      |
| 6      | Estonia       | 1   | 0       | 0      | 1      |
| 9      | Francia       | 0   | 3       | 2      | 5      |
| 10     | Italia        | 0   | 2       | 3      | 5      |
| 11     | Polonia       | 0   | 1       | 2      | 3      |
| 12     | Corea del Sud | 0   | 1       | 0      | 1      |
| 12     | Canada        | 0   | 1       | 0      | 1      |
| 14     | Cina          | 0   | 0       | 2      | 2      |
| 15     | Svizzera      | 0   | 0       | 1      | 1      |
| 15     | Rep. Ceca     | 0   | 0       | 1      | 1      |
| 15     | Tunisia       | 0   | 0       | 1      | 1      |
| Totale | Totale        | 12  | 12      | 18     | 42     |